# Alminoprofen
Alminoprofen là một loại thuốc chống viêm không steroid. Thuộc nhóm các dẫn xuất arylpropionic tác dụng tương tự Ibuprofen, nhưng mạnh hơn, nên liều dùng thấp hơn
Biệt dược: minalfene (Pháp- Nhật), Sedaspray (Tây Ban Nha)
Dạng thuốc: viên nén 150 mg
Liều dùng- cách dùng: Người lớn: vài ngày đầu uống 500 mg/ngày, chia 3 lần. Những ngày sau dùng liều duy trì, mỗi ngày 300 mg, chia 3-4 lần